# Edward II
Edward II és una pel·lícula de 1991 de temàtica homosexual dirigida per Derek Jarman basada en l'obra de teatre Eduard II de Christopher Marlowe.

## Argument
A l'(Anglaterra del segle xiv, el rei Eduard II d'Anglaterra (Steven Waddington) manté una relació amorosa amb Piers Gaveston (Andrew Tiernan), un noi d'origen humil que havia estat criat al costat d'ell i exiliat pel seu pare durant la seva adolescència, al que fa retornar a Anglaterra quan accedeix al tron i al qual eleva socialment atorgant-li diversos títols nobiliaris. La seva esposa, la francesa Isabel de França (Tilda Swinton), és coneguda com la «lloba de França» i, gelosa que el seu marit prefereixi al seu amant abans que a ella, accepta el pla del seu cruel amant Roger Mortimer (Nigel Terry) per a, amb ajuda de la noblesa, deslliurar-se en primer lloc de Gaveston, que utilitzava seu ascendent amb el rei per exercir la seva influència, i posteriorment enderrocar el Rei i aconseguir el poder a Anglaterra.
Valent-se de tota classe d'anacronismes, com barrejar en l'ambientació i vestuaris els estils de l'època isabelina i el segle xx, la pel·lícula traça una analogia entre l'edat mitjana i la societat actual, en la qual Jarman denuncia la persistència de les actituds davant l'homosexualitat, el cos, el sexe, el plaer i el pecat que es van desenvolupar en l'època medieval europea.

## Repartiment
- Annie Lennox: El cantant
- Steven Waddington: Eduard II
- Tilda Swinton: Isabel de França
- Andrew Tiernan: Piers Gaveston
- Nigel Terry: Roger Mortimer
- John Lynch: Spencer
- Dudley Sutton: Bisbe de Winchester
- Jerome Flynn: Edmund de Woodstock
- Jody Graber:  Eduard III

## Rebuda
- "Pel·lícula sòbria, despullada, gairebé un esquelet d'història. El millor fins ara (1991) de la llarga i complexa filmografia de Jarman"[4]

## Premis i nominacions

### Premis
- 1991. Copa Volpi a la millor interpretació femenina per Tilda Swinton
- 1992. Premi Teddy a la Berlinale

### Nominacions
- 1991. Lleó d'Or